# Sinophorus minutus
Sinophorus minutus är en stekelart som beskrevs av Sanborne 1984. Sinophorus minutus ingår i släktet Sinophorus och familjen brokparasitsteklar. Inga underarter finns listade i Catalogue of Life.